# Fenton Peter David Cotterill
Fenton Peter David „Woody“ Cotterill (* 6. September 1964 in Shurugwi, Simbabwe) ist ein simbabwischer Biologe. Sein Forschungsschwerpunkt sind die Säugetiere.

## Leben
Cotterill erlangte 1986 den Bachelor of Science an der Universität Kapstadt in Südafrika. Von 1992 bis 2004 war er Kurator für Säugetiere am Naturkundemuseum in Bulawayo in Simbabwe. Es folgte eine wissenschaftliche Mitarbeit innerhalb des Africa Earth Observatory Network (AEON) sowie an den Abteilungen Geowissenschaften, Molekularbiologie und Zellbiologie der Universität Kapstadt. 2006 wurde er mit der Dissertation The evolutionary history and taxonomy of the Kobus leche species complex of South-Central Africa in the context of palaeo-drainage dynamics an der Universität Stellenbosch zum Ph.D. promoviert. Im selben Jahr wurde er wissenschaftlicher Mitarbeiter an der Universität Kapstadt.
Im Jahr 2002 verfasste Cotterill die wissenschaftliche Erstbeschreibung zur Sakeji-Hufeisennase (Rhinolophus sakejiensis). Im Jahr 2003 beschrieb er das Bangweulu-Sassaby, das von einigen Wissenschaftlern als Unterart Damaliscus lunatus superstes des Sassaby betrachtet wird. Zwei Jahre später führte Cotterill den Upemba-Litschi ein, der wiederum teilweise als Unterart (Kobus leche anselli) des Litschi gilt. Im Jahr 2010 war er neben Peter John Taylor, Ara Monadjem und M. Corrie Schoeman am Werk Bats of Southern and Central Africa: A Biogeographic and Taxonomic Synthesis beteiligt. Im Jahr 2012 gehörte Cotterill neben Peter John Taylor, M. Corrie Schoeman und Ara Monadjem zu den Erstbeschreibern der vier Fledermausarten Rhinolophus smithersi, Rhinolophus mossambicus, Rhinolophus cohenae und Rhinolophus mabuensis. Im Jahr 2013 verfasste er gemeinsam mit Meredith Happold die Abschnitte über die Familien der Hufeisennasen (Rhinolophidae) und der Bulldoggfledermäuse (Molossidae) in Kingdons Mammals of Africa. Im Jahr 2015 war er neben Christiane Denys, Ara Monadjem und Peter John Taylor Co-Autor des Buchs Rodents of Sub-Saharan Africa: A biogeographic and taxonomic synthesis. Im Jahr 2016 beschrieb er die Art Nothobranchius sainthousei aus der Gattung der Prachtgrundkärpflinge vom Luapula im nördlichen Sambia. Cotterill war auch an einer viel beachteten Debatte über die Taxonomie der Hornträger beteiligt, die eine systematische Revision durch Colin P. Groves und Peter Grubb im Jahr 2011 ausgelöst hatte.

## Schriften (Auswahl)
- Fenton P. D. Cotterill: Notes on mammal collections and biodiversity conservation in the Ikelenge Pedicle, Mwinilunga district, northwest Zambia, 2001
- Fenton P. D. Cotterill: Species concepts and the real diversity of antelopes. In: A. Plowman (Hrsg.): Ecology and Conservation of Mini-antelope: Proceedings of an International Symposium on Duiker and Dwarf Antelope in Africa. Fürth. 2003, S. 59–118
- Ara Monadjem, Peter John Taylor, Fenton P. D. Cotterill, Martinus Corrie Schoeman: Bats of Southern and Central Africa: A Biogeographic and Taxonomic Synthesis, Witwatersrand University Press, South Africa, 2010, ISBN 1-86814-508-5. (2. Auflage 2013)
- Ara Monadjem, Christiane Denys, Peter J. Taylor, Fenton P. D. Cotterill: Rodents of Sub-Saharan Africa: A biogeographic and taxonomic synthesis, De Gruyter, 2015. ISBN 3-11-030166-0